# 福田真嗣
福田 真嗣（ふくだ しんじ、1977年 - ）は、日本の農学博士。

## 概要

### 経歴
明治大学農学部卒業、明治大学大学院農学研究科修了、博士（農学）。
2012年より慶應義塾大学先端生命科学研究所特任准教授。2019年より慶應義塾大学先端生命科学研究所特任教授。
2016年より筑波大学医学医療系客員教授。
2017年より神奈川県立産業技術総合研究所グループリーダー。
2019年よりマレーシア工科大学客員教授。

### 研究成果
2013年に文部科学大臣表彰若手科学者賞を受賞。
2015年に文部科学省科学技術・学術政策研究所「科学技術への顕著な貢献2015」選定される。
2015年に第1回バイオサイエンスグランプリにて、ビジネスプラン「便から生み出す健康社会」で最優秀賞を受賞。
2023年10月31日に放送のカズレーザーと学ぶ。に出演して、腸内細菌について語られる。